# Od wesela do wesela
Od wesela do wesela (ang. The Wedding Singer) – amerykańska komedia romantyczna z 1998 roku w reżyserii Franka Coraci, wyprodukowany przez wytwórnię New Line Cinema. Główne role w filmie zagrali Adam Sandler i Drew Barrymore.
Premiera filmu odbyła 13 lutego 1998 w Stanach Zjednoczonych.

## Fabuła
Robbie (Adam Sandler) występuje z zespołem na weselach. Tak poznaje kelnerkę Julię (Drew Barrymore). Obiecuje, że zagra na jej ślubie. Wkrótce zrywa jednak z tym zajęciem. Tymczasem Julia prosi, by pomógł jej w organizacji wesela. Podczas przygotowań Robbie zakochuje się w przyszłej pannie młodej.

## Obsada
- Adam Sandler jako Robbie Hart
- Drew Barrymore jako Julia Sullivan
- Christine Taylor jako Holly Sullivan
- Allen Covert jako Sammy
- Angela Featherstone jako Linda
- Matthew Glave jako Glenn Gulia
- Ellen Albertini Dow jako Rosie
- Alexis Arquette jako George Stitzer
- Christina Pickles jako Angie Sullivan
- Frank Sivero jako Andy
- Billy Idol jako on sam
- Kevin Nealon jako pan Simms

i inni

## Produkcja
Zdjęcia do filmu kręcono w Sierra Madre, Los Angeles, La Canada, Montrose, Pasadenie, San Marino i w West Hollywood (Kalifornia). Okres zdjęciowy trwał od 3 lutego do 25 marca 1997 roku.

## Odbiór

### Box office
Budżet filmu wynosił 18 mln USD. Zarobił na całym świecie ponad 123 mln USD. Zajął 2. pozycję w kasie w USA, obok Titanica.

### Krytyka w mediach
Film Od wesela do wesela spotkał się z pozytywną reakcją krytyków. W serwisie Rotten Tomatoes, 67% z sześćdziesięciu jeden recenzji filmu jest pozytywne (średnia ocen wyniosła 6,1 na 10). Na portalu Metacritic średnia ocen z 21 recenzji wyniosła 59 punktów na 100. Krytycy ankietowani przez CinemaScore ocenili film na „A–”.
Film od czasu jego premiery jest wymieniany jako jeden z najlepszych i najbardziej pozytywnych filmów komediowych z Sandlerem w roli głównej.

### Nagrody i nominacje
| Rok  | Miejsce                              | Nagroda       | Kategoria                | Odbiorcy i nominowani         | Wynik     |
| ---- | ------------------------------------ | ------------- | ------------------------ | ----------------------------- | --------- |
| 1998 | MTV Movie Awards 1998                | Złoty Popcorn | Najlepszy pocałunek      | Adam Sandler i Drew Barrymore | wygrana   |
| 1998 | MTV Movie Awards 1998                | Złoty Popcorn | Najlepsza rola komediowa | Adam Sandler                  | nominacja |
| 1998 | MTV Movie Awards 1998                | Złoty Popcorn | Najlepszy duet           | Adam Sandler i Drew Barrymore | nominacja |
| 1999 | Nickelodeon Kids’ Choice Awards 1999 | Sterowiec     | Ulubiony aktor filmowy   | Adam Sandler                  | wygrana   |
| 1999 | Nickelodeon Kids’ Choice Awards 1999 | Sterowiec     | Ulubiona aktorka filmowa | Drew Barrymore                | wygrana   |